# Азосоединения

Структурная формула азосоединений

Азосоединения — класс органических соединений общей формулы R1—N=N—R2, формально — производные нестойкого диазена (диимида) HN=NH, у которого оба атома водорода замещены органическими радикалами. Простейшее алифатическое азосоединение — азометан Н3C—N=N—CH3; простейшее ароматическое азосоединение — азобензол C6H5—N=N—C6H5.
Ароматические азосоединения интенсивно окрашены и применяются в качестве красителей и пигментов.

## Номенклатура
Названия азосоединений образуются в соответствии с заместительной номенклатурой, для обозначения азогруппы —N=N— в названиях используется частица -азо-. Симметричные азосоединения R—N=N—R именуются добавлением префикса азо- к названию соединения-предшественника радикала R. Например, если R — метил (то есть предшественником радикала является метан), то азосоединение называется «азометан»; если R — 1-нафтил, то соответствующее азосоединение — 1,1-азонафталин. Если заместители у азогруппы различны, то название образуется из имени «старшего»[прояснить] заместителя, частицы -азо- и имени «младшего» заместителя, например, нафталин-1-азобензол.

## Свойства
Атомы азота в азогруппе sp2-гибридизованы, π-связь образуется при участии pz-орбиталей, таким образом, при отсутствии стерических затруднений все связи азогруппы —N=N— расположены в одной плоскости. Как и в случае алкенов, для азосоединений характерна геометрическая изомерия, более стабильными являются транс-изомеры, которые могут изомеризоваться в цис-форму при облучении видимым светом или ультрафиолетом с длиной волны, соответствующей области поглощения перехода n → π*.
Возможность перехода n → π*, обусловленного наличием неподелённых электронных пар, ведет к появлению слабой (вследствие запрещённости по симметрии перехода) полосы поглощения: в алифатических азосоединениях — в области 160—300 нм, у цис- и транс-азобензолов — при 432 и 450 нм.
Электронный переход π → π* азогруппы ведет к появлению в УФ-спектрах ароматических азосоединений интенсивной полосы при 280—320 нм, которая при введении сопряжённых с азогруппой электрондонорных заместителей ведет к батохромному сдвигу и усилению поглощения азосоединения. Такие соединения используются в качестве красителей.
Для азосоединений, несущих в заместителе сопряжённый с азогруппой подвижный атом водорода, возможна таутомерия азо- и гидразонной форм (азо-гидразонная таутомерия):

## Реакционная способность
Алифатические азосоединения при нагревании или при облучении ультрафиолетом разлагаются с выделением азота и образованием свободных радикалов, поэтому некоторые из них, в частности, 2,2'-азо-бис-изобутиронитрил, разлагающийся при 60—100 °C, используются в качестве инициаторов радикальной полимеризации:
Термическое разложение симметричных алифатических азосоединений также используется в синтетической практике для получения алифатических соединений путём рекомбинации образующихся при их разложении радикалов:
{\displaystyle {\mathsf {R{\text{-}}N{\text{=}}N{\text{-}}R\rightarrow R{\text{-}}R+N_{2}}}}
Ароматические азосоединения более стабильны за счет сопряжения — так, бензолазоэтан C6H5—N=N—C2H5 кипит при 180 °C почти без разложения.
Алифатические азосоединения с атомами водорода в α-положении под действием кислот претерпевают перегруппировку в гидразоны:
{\displaystyle {\mathsf {R{\text{-}}CH_{2}{\text{-}}N{\text{=}}N{\text{-}}R'\rightarrow R{\text{-}}CH{\text{=}}N{\text{-}}NH{\text{-}}R'}}}
Под действием восстановителей (NaBH4, цинк в щелочной среде и т. п.) азосоединения превращаются в гидразосоединения (1,2-замещённые гидразины):
{\displaystyle {\mathsf {R^{1}{\text{-}}N{\text{=}}N{\text{-}}R^{2}+[H]\rightarrow R^{1}{\text{-}}NH{\text{-}}NH{\text{-}}R^{2}}}}
В случае использования сильных восстановитей возможно восстановление in situ промежуточно образующихся гидразинов с образованием первичных аминов:
{\displaystyle {\mathsf {R^{1}{\text{-}}N{\text{=}}N{\text{-}}R^{2}+[H]\rightarrow R^{1}{\text{-}}NH_{2}+R^{2}NH_{2}}}}
Мягкие окислители (например, пероксид водорода в уксусной кислоте, надкислоты) превращают азосоединения в азоксисоединения:
{\displaystyle {\mathsf {C_{6}H_{5}{\text{-}}N{\text{=}}N{\text{-}}C_{6}H_{5}+H_{2}O_{2}\rightarrow C_{6}H_{5}{\text{-}}N(O){\text{=}}NC_{6}H_{5}+H_{2}O}}}
а сильные (дымящая азотная кислота на холоду) — в нитросоединения, разрушая азогруппу:
{\displaystyle {\mathsf {C_{6}H_{5}{\text{-}}N{\text{=}}N{\text{-}}C_{6}H_{5}+4Cl_{2}+4H_{2}O\rightarrow 2C_{6}H_{5}NO_{2}+8HCl}}}
Электрондефицитные азосоединения — азокарбонильные соединения и, особенно, азодикарбоксилаты — выступают в качестве диенофилов в реакции Дильса — Альдера.

## Синтез
Стандартным методом синтеза алифатических и алкиларилазосоединений является дегидрирование N,N'-дизамещенных гидразинов действием различных окислителей (дихромат калия, оксид ртути[какой?], бром, азотная кислота и др.):
{\displaystyle {\mathsf {R^{1}{\text{-}}NH{\text{-}}NH{\text{-}}R^{2}+[O]\rightarrow R^{1}{\text{-}}N{\text{=}}{\text{-}}N{\text{-}}R^{2}}}}
Функционализированные алифатические азосоединения могут быть получены хлорированием кетазинов с дальнейшим замещением хлора в образующихся при хлорировании α,α′-дихлоразосоединениях различными нуклеофилами:
{\displaystyle {\mathsf {R^{1}R^{2}C{\text{=}}N{\text{-}}N{\text{=}}CR^{3}R^{4}+Cl_{2}\rightarrow R^{1}R^{2}CCl{\text{-}}N{\text{=}}N{\text{-}}CClR^{3}R^{4}}}}
{\displaystyle {\mathsf {R^{1}R^{2}CCl{\text{-}}N{\text{=}}N{\text{-}}CClR^{3}R^{4}+2X^{-}\rightarrow R^{1}R^{2}CX{\text{-}}N{\text{=}}N{\text{-}}CXR^{3}R^{4}}}}
{\displaystyle {\mathsf {X=RS^{-},\ CN^{-},\ CH_{3}COO^{-},\ R_{3}Al}}}
Первый представитель ароматических азосоединений — азобензол — был впервые получен в 1834 году Э. Мичерлихом восстановлением нитробензола в щелочной среде, этот метод применяется и поныне:
{\displaystyle {\mathsf {2ArNO_{2}+[H]\rightarrow Ar{\text{-}}N{\text{=}}N{\text{-}}Ar+H_{2}O}}}
Симметрично замещённые ароматические азосоединения также могут быть синтезированы окислением соответствующих ариламинов:
{\displaystyle {\mathsf {2ArNH_{2}+[O]\rightarrow Ar{\text{-}}N{\text{=}}N{\text{-}}Ar+H_{2}O}}}
а несимметричные могут быть получены конденсацией ароматических аминов с нитрозосоединениями:
{\displaystyle {\mathsf {2ArNH_{2}+Ar'{\text{-}}N{\text{=}}O\rightarrow Ar{\text{-}}N{\text{=}}N{\text{-}}Ar'+H_{2}O}}}
Наиболее широко применяемым методом синтеза функционализированных ароматических азосоединений является азосочетание — реакция диазониевых солей с ароматическими соединениями, несущими электрондонорные заместители, этот метод применяется в промышленности в синтезе азокрасителей:

## Азокрасители
Азокрасители — органические соединения, содержащие одну или несколько азогрупп, например, конго красный, метиловый оранжевый, β-нафтолоранж и другие. Азокрасители разнообразны по цвету, как правило, не очень стойки. Азокрасители — самый многочисленный класс синтетических красителей, применяют для крашения тканей, кожи, бумаги, резины, в лакокрасочной, полиграфической и других отраслях, в аналитической химии как индикатор.